# Rocco Pennacchio
Rocco Pennacchio (ur. 16 czerwca 1963 w Matera) – włoski duchowny katolicki, arcybiskup Fermo od 2017.

## Życiorys
Święcenia kapłańskie otrzymał 4 lipca 1998 i został inkardynowany do archidiecezji Matera-Irsina. Przez kilkanaście lat pracował jako wikariusz materskiej parafii św. Pawła Apostoła, jednocześnie pełniąc funkcje diecezjalnego asystenta kilku kościelnych ruchów oraz ekonoma diecezjalnego. W latach 2011–2016 był ekonomem Konferencji Episkopatu Włoch, a w 2016 został proboszczem parafii św. Piusa X w Materze.
14 września 2017 papież Franciszek mianował go arcybiskupem metropolitą Fermo. Sakra biskupia pod przewodnictwem arcybiskupa Antonio Giuseppe Caiazzo odbyła się 25 listopada tegoż roku.